# Tunel Bjørvika
Tunel Bjørvika (norsky Bjørvikatunnelen) je dálniční podmořský tunel na evropské silnici E18 v centru norského Osla.
Na západě se napojuje na tunel Festning u pevnosti Akershus a vede pod ramenem Bjørvika ve fjordu Oslofjord a končí křižovatkou na východním břehu, kde se rozděluje na tunel Mosseveien (E18) a tunel Ekeberg (státní silnice 190).

## Popis

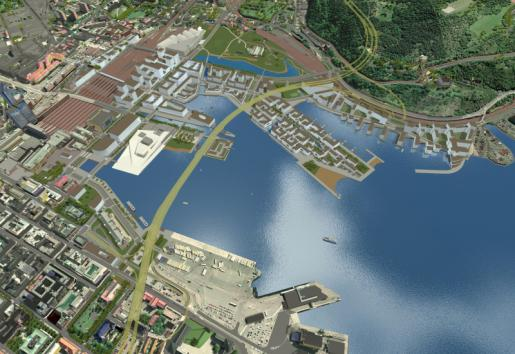
Plán průběhu tunelu

Tunel je dlouhý 1100 metrů, z toho 675 metrů vede pod úrovní moře, a byl otevřen v září 2010 za přítomnosti krále Haralda V. Postavila jej Norská správa veřejných komunikací (Norwegian Public Roads Administration). Stavbu prováděla společnost Skanska. Podvodní část byla složena ze šesti prefabrikovaných segmentů, každý segment byl dlouhých 112,5 m, 28–43 m široký a 9,3–10,7 m vysoký. Jednotlivé segmenty o hmotnosti 30 t byly prefabrikovány v suchém doku v Hanøytangenu u norského Bergenu. Segmenty byly vodotěsně uzavřené, připraveny k plavbě a dovlečeny do Oslo. Na místě byly ponořeny pomocí katamaránových pontonů na štěrkové lože ve vybagrované rýze. Z příkopu bylo vybagrováno 680 000 m³ materiálu. Po usazení segmentů, jejich spojení a izolaci byly vodotěsné přepážky odstraněny a byla vybudována silnice. Podvodní část tunel má dva tubusy, v každém z nich jsou tři jízdní pruhy. Včetně všech přívodních komunikací a přístupových ramp je tunel dlouhý 8000 m.
Tunel Bjørvika je součástí tunelového komplexu Opera, což je název propojeného systému tunelů mezi městy Ryen a Filipstad. Tunel Bjørvika je prvním ponořeným tunelem v Norsku. Náklady na stavbu tunelu byly odhadnuty na přibližně 4,6 miliardy NOK v roce 2004 a byly financovány z balíčku Oslo 1, přičemž část finančních prostředků pochází z městského mýtného okruhu od městské provozní společnosti Fjellinjen. Nakonec však dosáhly 5,9 miliardy NOK.
Součástí projektu bylo dalších 8,0 kilometrů silnic, 5,7 kilometrů stezek pro pěší a cyklisty a 3,5 kilometrů autobusových pruhů. V rámci projektu vznikne souvislý tunel o délce 6,0 km z Framnes (u přístaviště trajektů v Kielu) do Ryenu.

## Kritika
Neustálé rozšiřování stále užší sítě tunelů pod Oslem kritizují odborníci na bezpečnost silničního provozu, podle nichž se tím zvyšuje riziko požáru.

## Ocenění
Tunel získal v září 2011 norskou cenu za architekturu Betongtavlen.